# مولي أوكالاهان
مولي غريس أوكالاهان (بالإنجليزية: Mollie Grace O’Callaghan)، من مواليد 2 أبريل 2004، سباحة رياضية أسترالية.
كانت بطلة العالم في سباقات 100 متر و200 متر سباحة حرة فردية للسيدات، وكانت جزءًا من فريق التتابع النسائي الأسترالي بطل العالم 4 × 100 متر و4 × 200 متر جنبًا إلى جنب مع فريق التتابع المختلط 4 × 100 متر. سبق لها أن حملت الرقم القياسي العالمي في سباق 200 متر سباحة حرة فردي للسيدات.
في أولمبياد باريس 2024 حصدت مولي أوكالاهان ذهبية سباق 200 متر حرة للسيدات بعدما سجلت رقماً قياسياً أولمبياً بلغ دقيقة و53.27 ثانية، بفارق 0.54 ثانية عن مواطنتها أريان تيتموس حاملة اللقب التي توجت بالفضية.